# (652920) 2014 GR53
(652920) 2014 GR53 est un centaure ayant un aphélie supérieur à 400 UA découvert en 2014, mais repéré sur des photos datant de 2004.